# Giuseppe Davanzo

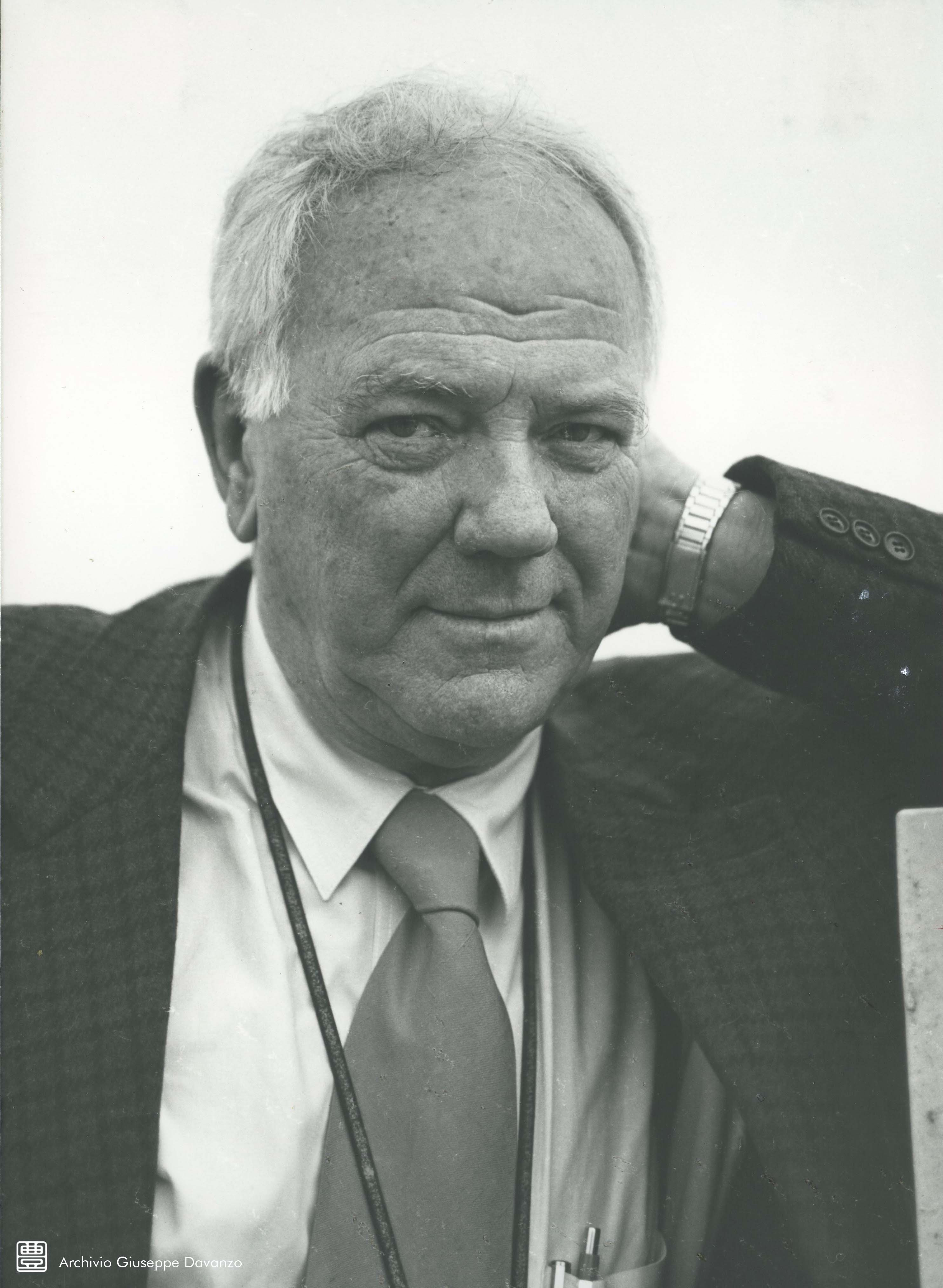
Giuseppe Davanzo (1921-2007)

Giuseppe Davanzo (Ponte di Piave, 24 giugno 1921 – Treviso, 8 settembre 2007) è stato un architetto e designer italiano.

## Biografia
Nasce a Ponte di Piave (TV) il 24 giugno 1921. Dal 1934 risiede e lavora a Treviso. Nel 1941 si iscrive al Regio Istituto Universitario di Architettura di Venezia, ma un mese dopo è chiamato alle armi; fatto prigioniero, ritorna dalla Germania nell’aprile del 1945. Dopo la guerra riprende gli studi universitari e si laurea nel luglio del 1953. La sua formazione è fortemente segnata dalla lezione di Scarpa, Albini e Samonà, maestri che diventeranno riferimenti per l’elaborazione del proprio linguaggio.
Nel 1954 inizia la libera professione impegnandosi nella ricerca, nella sperimentazione, nella progettazione e direzione lavori, individualmente e in collaborazione. Dal 1957 è affiancato dalla moglie Livia Musini, la quale in seguito, oltre che nel campo dell'architettura, si dedicherà all'attività di paesaggista. Dal 1995 entra a far parte dello studio Martina Davanzo.
Ha affrontato i temi della residenza unifamiliare e collettiva, dei servizi sociali, culturali e ricreativi per la residenza, delle attrezzature per l’assistenza, dell’edilizia scolastica e industriale, degli edifici per lo spettacolo, per lo sport e per le attività terziarie, dell’intervento nei centri storici e del restauro. Si è occupato di arredo urbano e di industrial design, realizzando arredi per Appiani Selezione e Magis. Affronta e vince concorsi di importanti opere pubbliche come il Foro Boario di Padova, la Fiera di Vicenza, il Palazzetto dello sport di Vicenza, l'impianto natatorio e di atletica di Treviso, tutte opere realizzate tra gli anni Sessanta e Settanta e pubblicate diffusamente in italia e all'estero. Ha realizzato più di trenta allestimenti di mostre d’arte antica e contemporanea in molte città e musei.
Partecipa e vince numerosi concorsi. Gli vengono assegnati i premi regionali In/Arch nel 1967 per le Scuole Elementari di Ponte di Piave, nel 1969 per il Foro Boario di Padova e nel 1990 per la Casa per Anziani a Castelfranco Veneto. Ha ricevuto il Premio di architettura città/territorio “Oderzo 1997”, prima edizione. Le sue architetture sono state oggetto di mostre in Italia e all’estero.
All’attività professionale associa quella didattica presso l’Istituto Universitario di Architettura di Venezia: dal 1962 al 1973 come assistente di Carlo Scarpa, nel corso di Architettura degli Interni e Composizione Architettonica; dal 1971 al 1974 come docente incaricato del corso di Unificazione Edilizia e Prefabbricazione; dal 1973 come docente incaricato del corso di Architettura degli Interni. Dal 1982 al 1991 è professore associato. Continuerà ad insegnare come professore a contratto dal 1994 al 2001 per il Corso di Disegno Industriale nella sede trevigiana dell’Università Iuav di Venezia. All’interesse per il suo “mestiere” ha affiancato grandi passioni quali la fotografia, la lavorazione del legno con il tornio, il mare e la nautica.
Negli ultimi anni si è dedicato alla scrittura di racconti e gialli, pubblicando: “Albergo alla Stazione e altri racconti”, “Alla Bella Treviso”, “Quella notte ai Tolentini”, “Piccolo Porto”, “Case dell’altro mondo”.
Le mostre personali più recenti si sono svolte a Castelfranco Veneto (TV) in Villa Revedin Bolasco nel 2007 a cura dell'Associazione Architetti della Castellana; a Venezia nel Cotonificio Veneziano nel 2005, organizzata dal Dipartimento di Progettazione Architettonica dello IUAV, in occasione della presentazione del libro "Giuseppe Davanzo il mestiere dell'architetto"; alla Rotonda di Badoere nel 2001, organizzata dal comune di Morgano; a Padova nella Sala dei Giganti nel 1998, organizzata dall'Ordine degli architetti nell'ambito della festa dell'Architettura; a Oderzo nel Palazzo Foscolo nel 1997, in occasione del Premio di architettura città/territorio.
Muore nella propria casa trevigiana l’8 settembre 2007.

## Archivio
L'archivio di Giuseppe Davanzo è stato dichiarato di interesse storico particolarmente importante il 6 febbraio 2020 dalla Soprintendenza Archivistica e Bibliografica del Veneto e del Trentino-Alto Adige. È tuttora conservato presso lo studio Davanzo architetti a Treviso.

## Opere

### Principali architetture

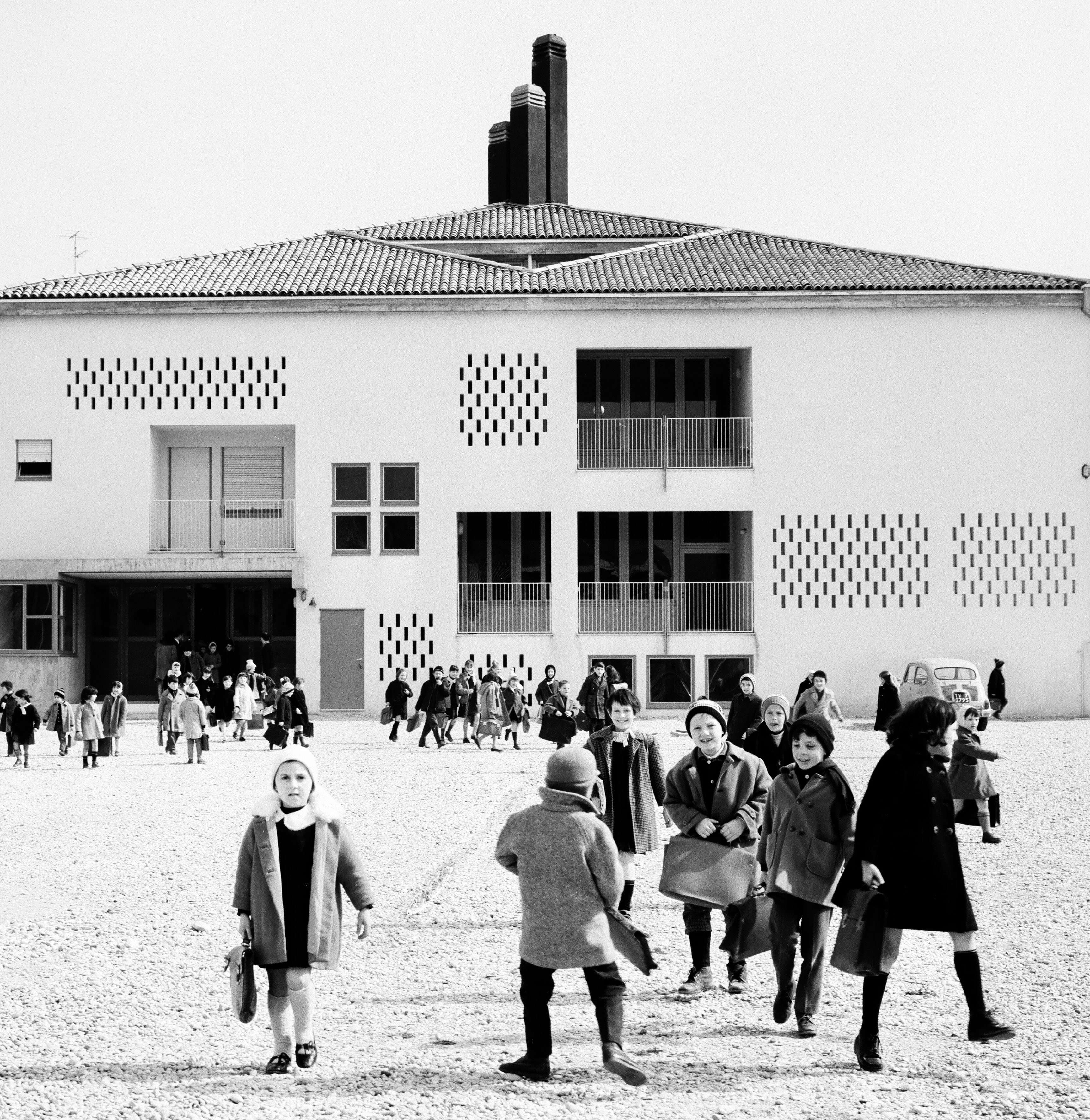
Scuole elementari di Ponte di Piave, 1965-1967.

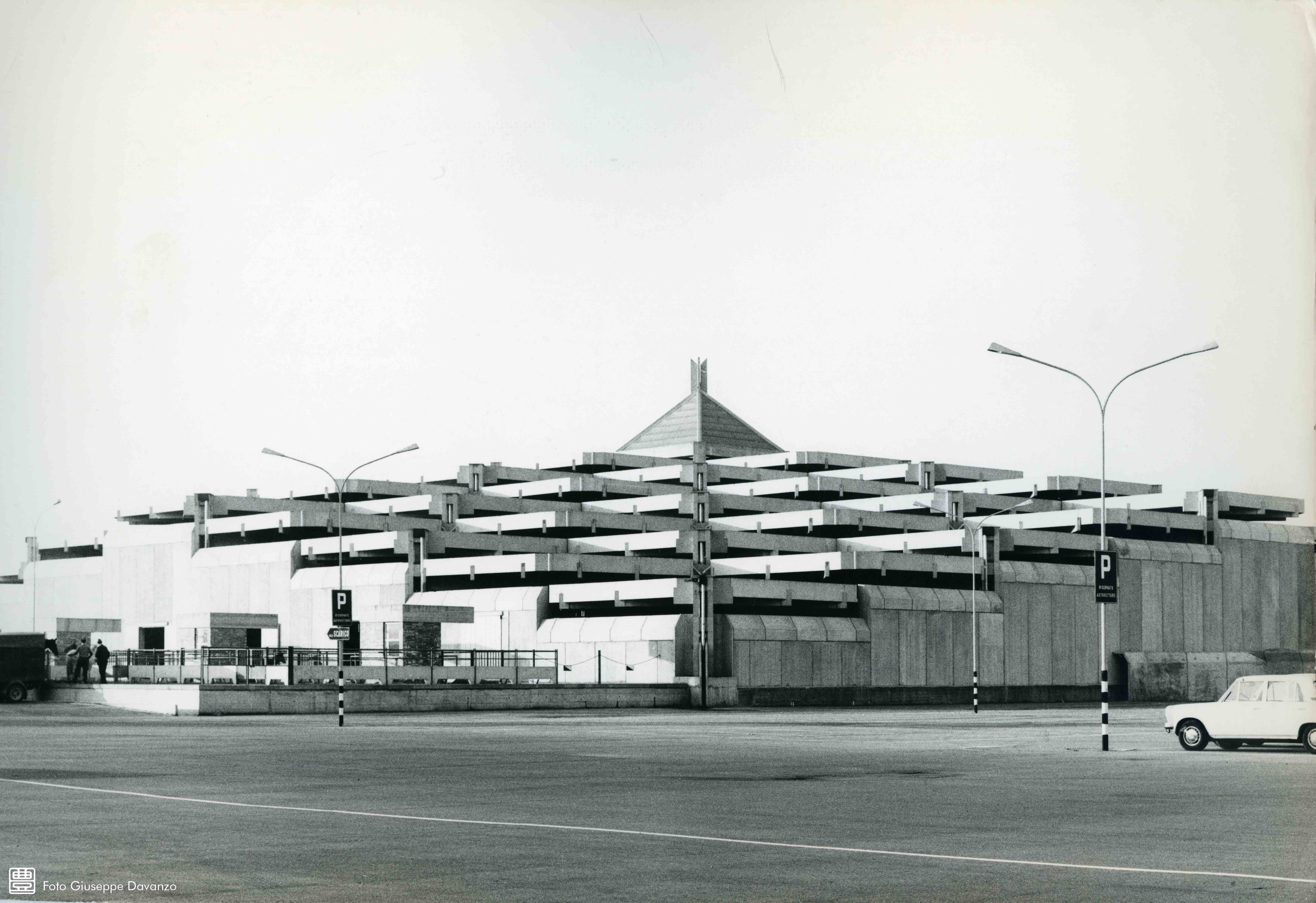
Foro Boario, Padova, 1964-1968.

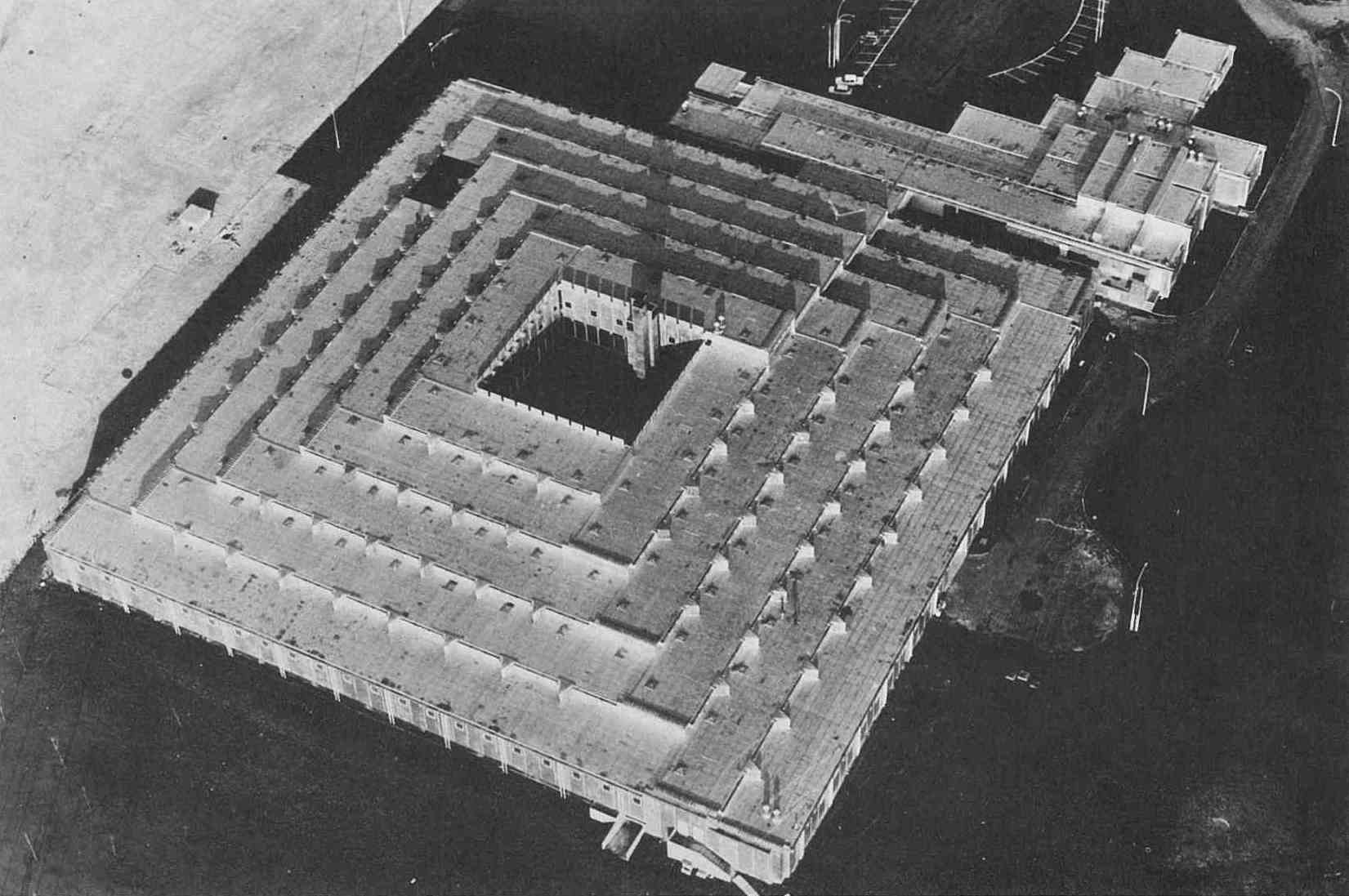
Fiera di Vicenza, 1968-1971

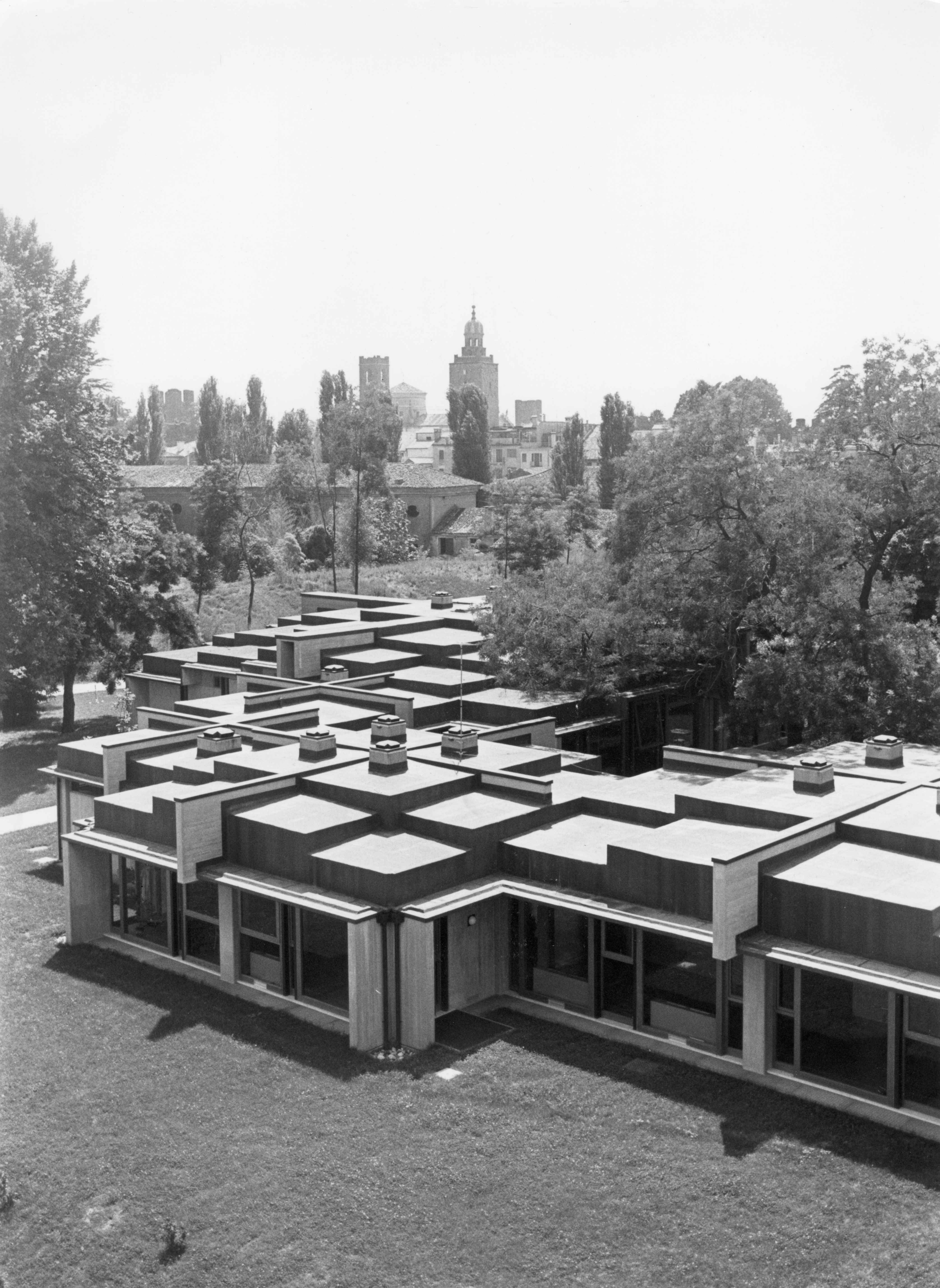
Casa albergo per anziani, Castelfranco Veneto, 1969-1986.

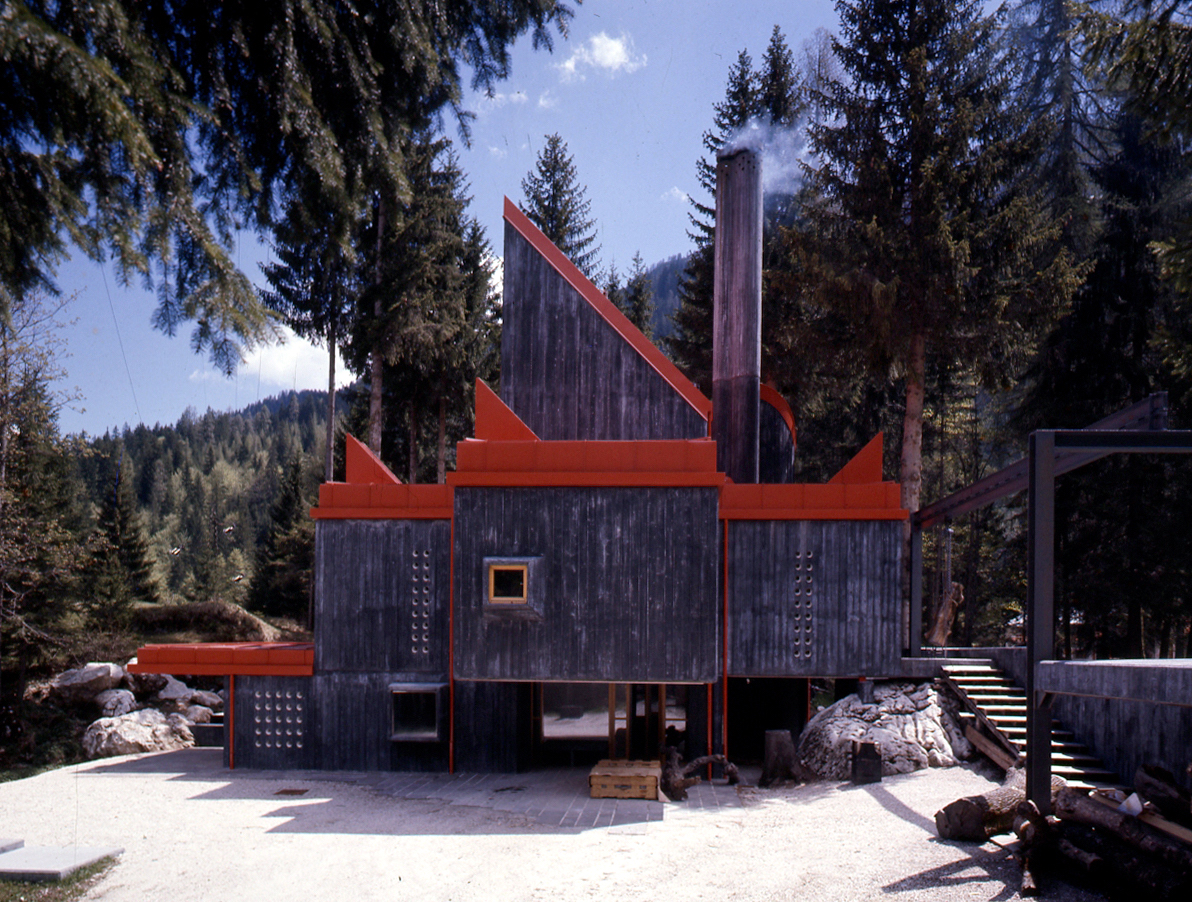
Studio di Augusto Murer, Falcade 1970-1971

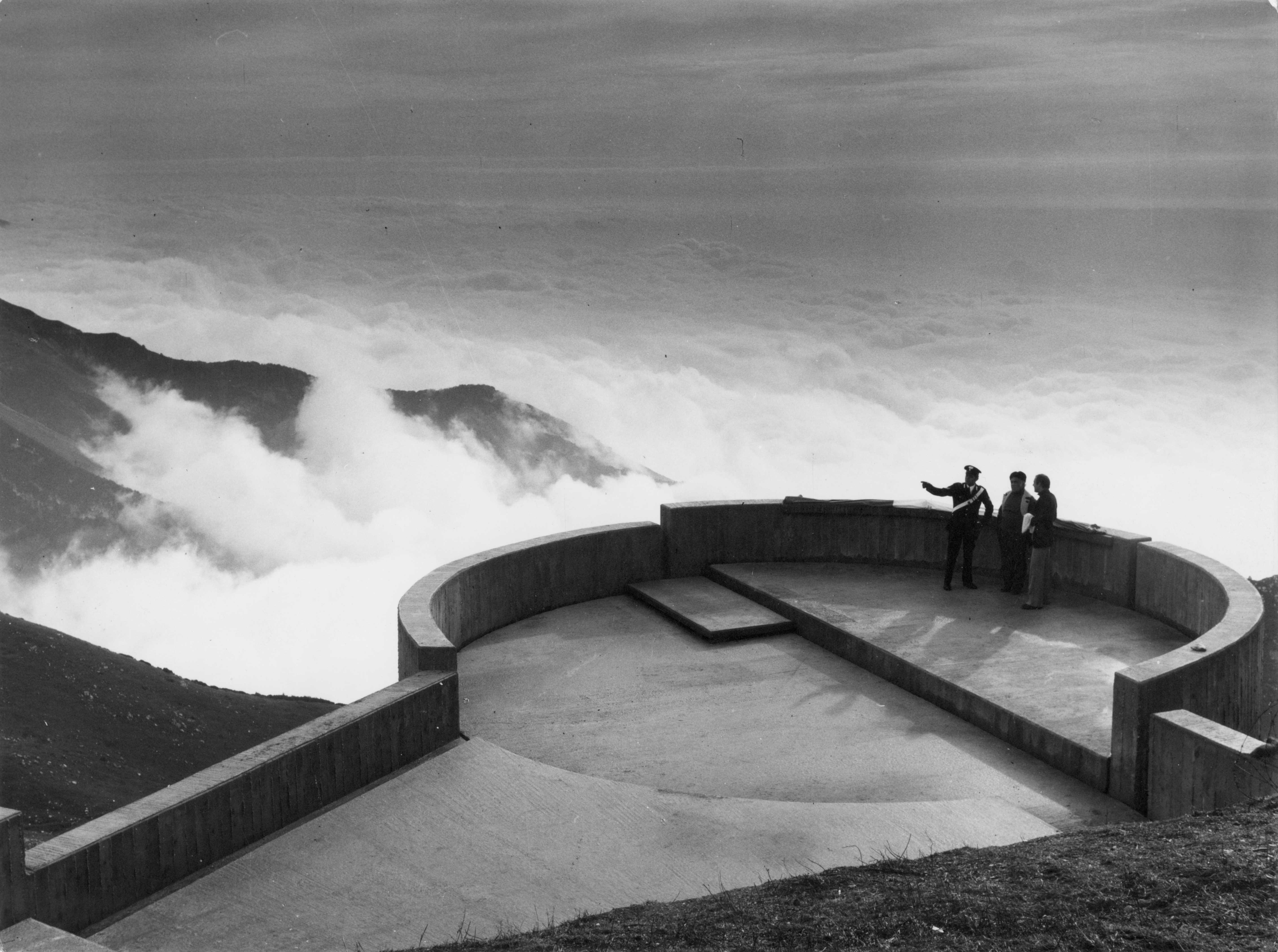
Monumento alla Resistenza partigiana, Cima Grappa, 1974 (Foto di Gianantonio Battistella).

- Nuovo Stabilimento della "Secco & Figli S.A.S.", San Trovaso (1959-1961, demolito nel 2002);
- Casa in Via Calmaggiore (Casa Rampazzo), Treviso, Calmaggiore 34 (1960-1962);
- Scuole Elementari, Ponte di Piave (1960, 1965-1967);
- Casa unifamiliare, Mestre (1961-1962);
- Filiale della REX, Industrie A. Zanussi, Udine (1961-1963, modificata);
- Casa a due alloggi (Casa Carrera Rettore), Treviso, viale IV Novembre (1961-1962);
- Tempio del Donatore di Sangue, Pianezze di Valdobbiadene (1962-1966);
- Nuovo Stabilimento Marzotto, Trissino (1962-1964);
- Casa unifamiliare, Pordenone (1963-1964);
- Palazzetto dello sport, Vicenza (1963-1972, modificato);
- Foro Boario, Padova (1964, 1965-1968);
- Complesso residenziale, Castelfranco Veneto (1965-1966, 1966-1971);
- Fiera di Vicenza (1968-1971);
- Complesso per sport natatori, Treviso (1968-1972, modificato);
- Casa-albergo per anziani, Castelfranco Veneto (1969-1986, modificata);
- Studio per lo scultore Augusto Murer, Falcade (1970-1971);
- Monumento alla Resistenza partigiana, Cima del monte Grappa (1974);
- Filiale della Banca Cattolica del Veneto, Mestre (1976-1977);
- Sede Municipale, Clauzetto (1979-1983);
- Sede della Campolonghi Italia, Montignoso (1981-1982);
- Cassa Rurale e Artigiana di Casier, Dosson (1982-1987);
- Palazzo Filodrammatici: recupero e ristrutturazione, Treviso, vicolo S. Pancrazio (1982-1988);
- Cassa Rurale ed Artigiana, Scafati (1983-1984);
- Sistemazione della Biblioteca IUAV, Venezia (1987-1990, modificato);
- Nuova sede del gruppo SASIB, Bologna (1987-192);
- Sistemazione di Piazza dei Caduti, Mogliano Veneto (1988-1992, demolita);
- Centro diurno per anziani, Abano Terme (1990-1997);
- Museo d'arte delle generazioni italiane del Novecento, Pieve di Cento (1995-2000);
- Asilo Nido, Casella d'Asolo (1998-2003);
- Complesso residenziale di edilizia sovvenzionata, Casella d'Asolo (1998-2002);
- Fabbricato residenziale ad appartamenti, Motta di Livenza (2001).

### Principali allestimenti
- Allestimento della mostra di scultura all'aperto: "Rimini, Città, Spazio, Scultura", Centro storico di Rimini (1973);
- Mostra dei gessi di Alberto Viani, Palazzo dell'arengo a Rimini (1974);
- Allestimento della mostra di scultura all'aperto: "Vittorio Tavernari", Centro storico di Rimini (1975);
- Mostra delle sculture di Luciano Minguzzi, Centro storico di Rimini (1976);
- Allestimento della mostra di scultura all'aperto: "Pietro Cascella", Centro storico di Rimini (1977);
- Allestimento della mostra di scultura all'aperto: "Pino Castagna", Centro storico di Rimini (1978);
- Allestimento della mostra di scultura "Giuliano Vangi", Antica pescheria di Rimini (1979);
- Allestimento della mostra collettiva di scultura: "Rimini 80", Centro storico di Rimini (1980);
- Alberto Viani: bronzi 1949-1975, Castello dell'Imperatore a Prato (1980);
- Stand Campolonghi alla Fiera Marmo Macchine, Marina di Carrara (1981);
- Allestimento della mostra dello scultore Vittorio Tavernari, Centro Ragghianti di Lucca (1981);
- Allestimento della mostra "Scultura italiana del nostro tempo", Centro Ragghianti di Lucca (1982);
- Allestimento della mostra antologica “Giacomo Caramel attraverso il nostro secolo”, Museo Civico L.Bailo (1983);
- Allestimento della mostra sugli artisti trevigiani della prima metà del Novecento, Museo Civico Bailo (1983);
- Allestimento della mostra collettiva: "Marmi nel parco", Parco della Versiliana, Marina di Pietrasanta, (1984);
- Allestimento della mostra dei disegni di Carlo Scarpa per il Museo di Santa Caterina a Treviso, ex convento di S.ta Caterina, Treviso (1984);
- Allestimento della mostra: "Paris Bordon", Palazzo dei Trecento, Treviso (1984);
- Allestimento e sistemazione del "Museo e biblioteca d'arte marinara Ugo Mursia", Via Sant'Andrea a Milano (1984-1985);
- Allestimento della mostra: "Marc Chagall", Chiesa di San Stae, Venezia (1986);
- Allestimento della mostra all'aperto di scultura di Lorenzo Guerrini "Forme nel verde 1989", S. Quirico d'Orcia (Siena) Horti Leonini (1989);
- Allestimento della mostra di sculture e disegni di Giuliano Vangi 1986-89, Padiglione della Promotrice - Parco del Valentino, Torino (1989);
- Allestimento della mostra di Giuliano Vangi, chiesa di S. Agostino, Bergamo (1990-1991);
- Allestimento della mostra antologica di Giuliano Vangi, Castel Sant'Elmo, Napoli (1991);
- Allestimento della VIII Biennale Internazionale di Scultura, Accademia di Belle Arti e Piazza Alberica, Carrara (1996);
- Mostra “Alberto Viani”, Villa Ceresa, Mestre (1998);

### Scritti
- Albergo alla stazione e altri racconti, Canova, Treviso 1994, ISBN 8886177348;
- Alla Bella Treviso, via Marconi 21, Cierre, Verona 2001, ISBN 8883141407;
- Quella notte ai Tolentini, Edimedia, Treviso 2001, ISBN 9788894070118;
- Piccolo Porto, Canova, Treviso 2004, ISBN 8884091039;
- Case dell'altro mondo, viennepierre, Milano 2006, ISBN 8876010882;
- A margine del mestiere, Il Poligrafo, Padova 2017, ISBN 889387010X.

## Riconoscimenti
- Premio In/Arch nel 1967 per le Scuole Elementari di Ponte di Piave;
- Premio In/Arch nel 1969 per il Foro Boario di Padova;
- Premio In/Arch nel 1990 per la Casa per Anziani a Castelfranco Veneto;
- Premio di architettura città/territorio “Oderzo 1997”.